# Тэсима, Аои
Аои Тэсима (яп. 手嶌葵 Тэсима Аои, род. 21 июня 1987, Касуга) — японская певица и сэйю. Принимала участие в создании анимационных фильмов Горо Миядзаки, среди которых «Сказания Земноморья» и «Со склонов Кокурико».

## Карьера
В то время как Аои Тэсима пошла к C&S музыкальной академии в Фукуоке, она начала музыкальную карьеру как любитель в 2003 году. В 2003 и 2004 годах принимала участие в музыкальном событии «DIVA», которая состоялась в Фукуоке, в рамках «Музыкального фестиваля Подростков».
В марте 2005 года она в Южной Корее приняла участие в фестивале «Япония-Корея Мир медленной музыки» и её выступление было благоприятно воспринято среди зрителей. Её выступление привлекло внимание режиссёра аниме Миядзаки Горо. Продюсер Судзуки Тосио также был очень впечатлен, когда он слушал демоверсии её песни.
7 июня 2006 года она выпустила песню под названием (テルーの唄 Terū no Uta). Эта песня была использована в фильме режиссёра Горо Миядзаки «Сказания Земноморья», в котором она также озвучила персонажа Терру.
Она также предоставила свои песни для игры Nintendo.
В 2011 году она в очередной раз сотрудничала с Горо Миядзаки где в его фильме «Со склонов Кокурико» пела песню «Лето прощай» и другие песни, а также озвучила персонажа Юко.
10 февраля 2016 года она выпустила первый сингл, с его 10-го альбома «Ren’dez-vous», «Asu e no Tegami». Эта песня была использована в японской дораме «Itsuka kono Koi o Omoidashite kitto Naite shimau» и довольно долго продержалась в топах Billboard Japan Hot 100.